# Particule chargée
En physique, une particule chargée est une particule dotée d'une charge électrique. Il peut s'agir d'un ion, tel qu'une molécule ou un atome, présentant un surplus ou un déficit d'électrons par rapport aux protons. Il peut également s'agir d'un électron ou d'un proton, ou d'une autre particule élémentaire, tous considérés comme ayant la même charge (sauf l'antimatière). Un noyau atomique dépourvu d’électrons, comme une particule alpha, peut également être considéré comme une particule chargée.
Un plasma est un ensemble de particules chargées, de noyaux atomiques et d'électrons libres, mais peut aussi être un gaz contenant une proportion importante de particules chargées.
Les particules chargées sont considérées soit positives (+) soit négatives (-). Seules deux « types » de charges sont connues, et les désignations elles-mêmes ont été nommées arbitrairement. Rien n'est inhérent à une particule chargée positivement qui la rende « positive », et il en va de même pour les particules chargées négativement.

## Exemples

### Particules chargées positivement
- protons et noyaux atomiques
- positrons (antiélectrons)
- particules alpha
- pions chargés positivement
- cations

### Particules chargées négativement
- électrons
- antiprotons
- muons
- Tauons
- pions chargés négativement
- anions

### Particules sanscharge électrique
- neutrons
- photons
- neutrinos
- pions neutres
- boson z
- boson de Higgs
- atomes